# Vachtang Qolbaia
Vachtang Qolbaia (Georgiska: ვახტანგ ყოლბაია) född 9 september 1952 i Abchazien, är en georgisk politiker. 
 Han är för närvarande partisekreterare i det georgiska oppositionspartiet Demokratiska Rörelsen - Förenade Georgien. 
 Qolbaia har en lång erfarenhet av politiken i både Georgien och i Abchazien, han har bland annat varit ledamot i det georgiska parlamentet (1992-2004) och förste vice talman i det georgiska parlamentet (1995-2004). I Abchazien har han bland annat varit chef för Abchaziens ungdomsdistrikt. Qolbaia har också skrivit ett flertal böcker, och han har blivit tilldelad Order of honor. Han är gift och har två barn.